# Estoa de Átalo

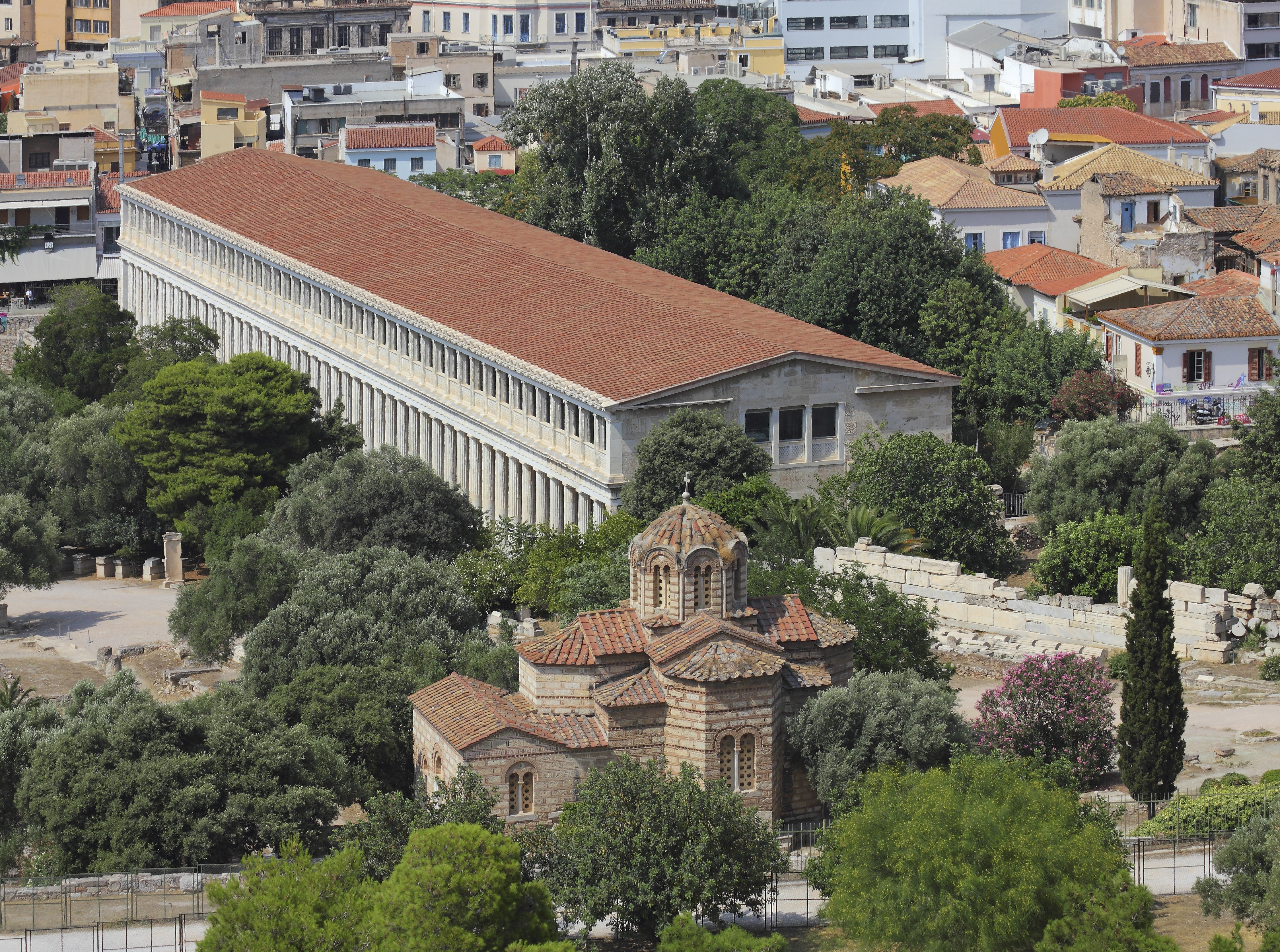
Estoa de Átalo reconstruída

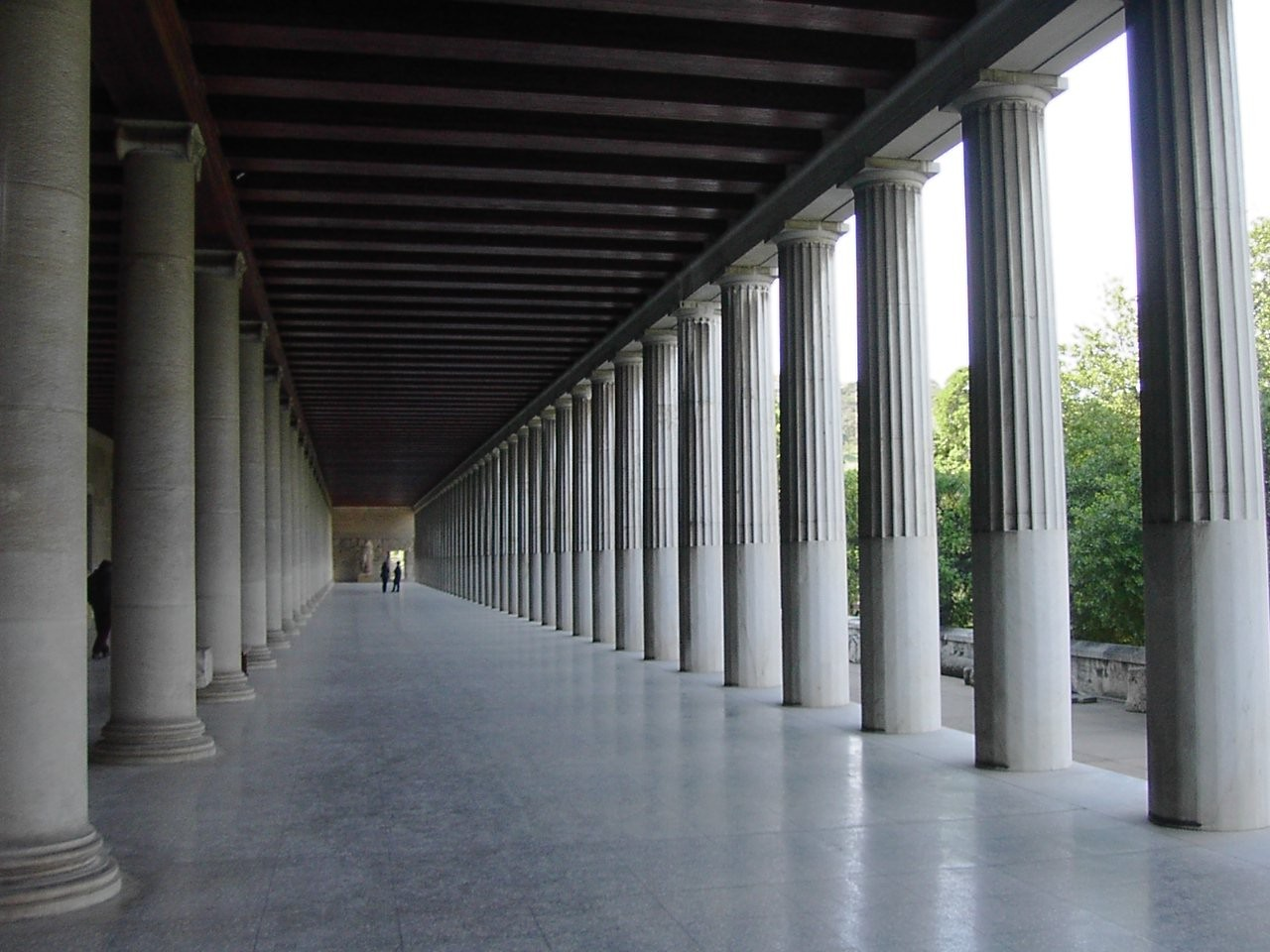
Vista da galeria

Estoa de Átalo é um  dos mais impressionantes  da Grécia Antiga. Localizada na antiga Ágora de Atenas, foi construída pelo rei Átalo II de Pérgamo (r. 160–138 a.C.), e recebeu dele o nome.
Estrutura típica do período helenístico,  era um dos maiores edifícios da antiga Atenas. Mede 115m x 20m e é feito de mármore pentélico e pedra calcária. Seu estilo misto faz um uso eficaz das diversas ordens gregas. A ordem dórica foi usada para a colunata externa e a ordem jônica para as colunas internas, combinação comum desde o período clássico. No primeiro andar, as ordens são jônicas no exterior e pergamenhas no interior. Cada andar tem duas alas e vinte e uma salas. Escadarias nas duas extremidades fazem a ligação entre os andares.
O estoa de Átalo foi um presente à cidade de Atenas, em gratidão pela educação recebida lá pelos pergamenhos, como indica uma inscrição na fachada. O edifício foi muito usado até sua destruição pelos hérulos em 267 d.C.. Na década de 1950, foi completa e fielmente restaurada, com fundos providos pela família Rockefeller, e transformada no Museu da Antiga Ágora. O tratado de admissão de 2003 de dez países europeus à União Europeia foi assinado ali, em 16 de abril de 2003.